# Shawn Mendes
Shawn Peter Raul Mendes (Pickering, 8 de agosto de 1998) é um cantor, compositor e modelo canadense. Ele ganhou popularidade em 2013, postando versões cover de músicas no aplicativo de compartilhamento de vídeos Vine. No ano seguinte, chamou a atenção do gerente artístico Andrew Gertler e do caça-talentos da Island Records Ziggy Chareton, o que o levou a assinar um contrato com a gravadora. O cantor já lançou quatro álbuns de estúdio, realizou três turnês mundiais como artista principal e recebeu vários prêmios.
Mendes lançou seu EP de estreia autointitulado em 2014 e seu primeiro álbum de estúdio, Handwritten, em 2015, cujo single “Stitches” alcançou o número um na principal parada musical do Reino Unido e o top 10 nos Estados Unidos e no Canadá. Em 2016, ele então lançou seu segundo álbum de estúdio Illuminate, cujos singles “Treat You Better” e “There's Nothing Holdin' Me Back” alcançaram o top 10 em vários países. Seu terceiro álbum de estúdio, Shawn Mendes, de 2018, foi apoiado pelo single “In My Blood”. Todos os três álbuns debutaram no topo da Billboard 200 norte-americana, com o primeiro fazendo Mendes um dos cinco artistas a estrear no número um antes dos 18 anos, e o terceiro fazendo dele o terceiro artista mais jovem a alcançar três álbuns número um. Em 2017, Mendes tornou-se o primeiro artista a conseguir três singles número um na tabela Adult Contemporary da Billboard. Em 2018, o cantor se tornou o primeiro artista a conseguir quatro singles número um na tabela Adult Pop Songs antes dos 20 anos.
Mendes atuou como artista principal em quatro turnês: #ShawnsFirstHeadlines, Shawn Mendes World Tour, Illuminate World Tour e Shawn Mendes: The Tour. Entre suas honras, o músico ganhou 13 prêmios SOCAN, 10 MTV Europe Music Awards, oito Prêmios Juno, oito iHeartRadio MuchMusic Video Awards, dois American Music Awards e duas nomeações ao Grammy Award. Em 2018, a revista Time incluiu Mendes em sua lista anual de “100 pessoas mais influentes do mundo”.

## Biografia

### Início de vida
Shawn Mendes nasceu em Pickering, Ontário, filho de Karen Rayment, uma agente imobiliária, e Manuel Mendes, um empresário do ramo da restauração em Toronto. Seu pai é português (do Algarve), enquanto sua mãe é inglesa. Ele tem uma irmã mais nova chamada Aaliyah. O cantor foi criado em uma família religiosa.
Mendes cresceu em Pickering, Ontário e estudou na Escola Secundária Pine Ridge, onde jogou hóquei no gelo e futebol e fez teatro. Mendes se formou no ensino médio em junho de 2016.

### Vida pessoal
Mendes se abriu publicamente sobre a luta contra o transtorno de ansiedade através de “In My Blood”, uma faixa de seu terceiro álbum de estúdio. Ele declarou que estava em terapia para ajudá-lo a lidar com a condição de saúde mental, afirmando:
“Falei com um terapeuta algumas vezes [...] A terapia é o que funciona para você - escalar uma montanha. Terapia é ouvir música e correr na esteira... a terapia é sair para jantar com seus amigos... é algo que te distrai, ajuda a curar e por isso depende apenas do que você acha que é a terapia. Eu fiz um esforço consciente para estar mais conectado com as pessoas da minha vida. Eu descobri que estava me isolando de todos, achando que isso me ajudaria a lutar, então percebendo que a única maneira de lutar seria me abrir completamente e deixar as pessoas entrarem.” — Shawn Mendes
No que diz respeito à especulação sobre sua sexualidade, Mendes afirmou: “Primeiro de tudo, eu não sou gay. Em segundo lugar, não deveria fazer diferença se eu fosse ou não fosse. O foco deveria estar na música e não minha sexualidade.”
Em julho de 2019, assumiu seu relacionamento com a cantora cubano-americana Camila Cabello, com quem fez duas musicas. Em 17 de novembro de 2021 os dois cantores anunciaram a separação. Ainda, foram vistos novamente juntos em 2023 e 2024. De acordo com especulações, Shawn teria vivido um triângulo amoroso envolvendo Camila e Sabrina Carpenter, com quem teve um suposto envolvimento em 2023, e acredita-se ser citado em diversas faixas do álbum da artista, em particular o single "Taste". O cantor negou ter existido um namoro entre os dois.

## Carreira

### 2013–15: Primeiros passos na música eHandwritten

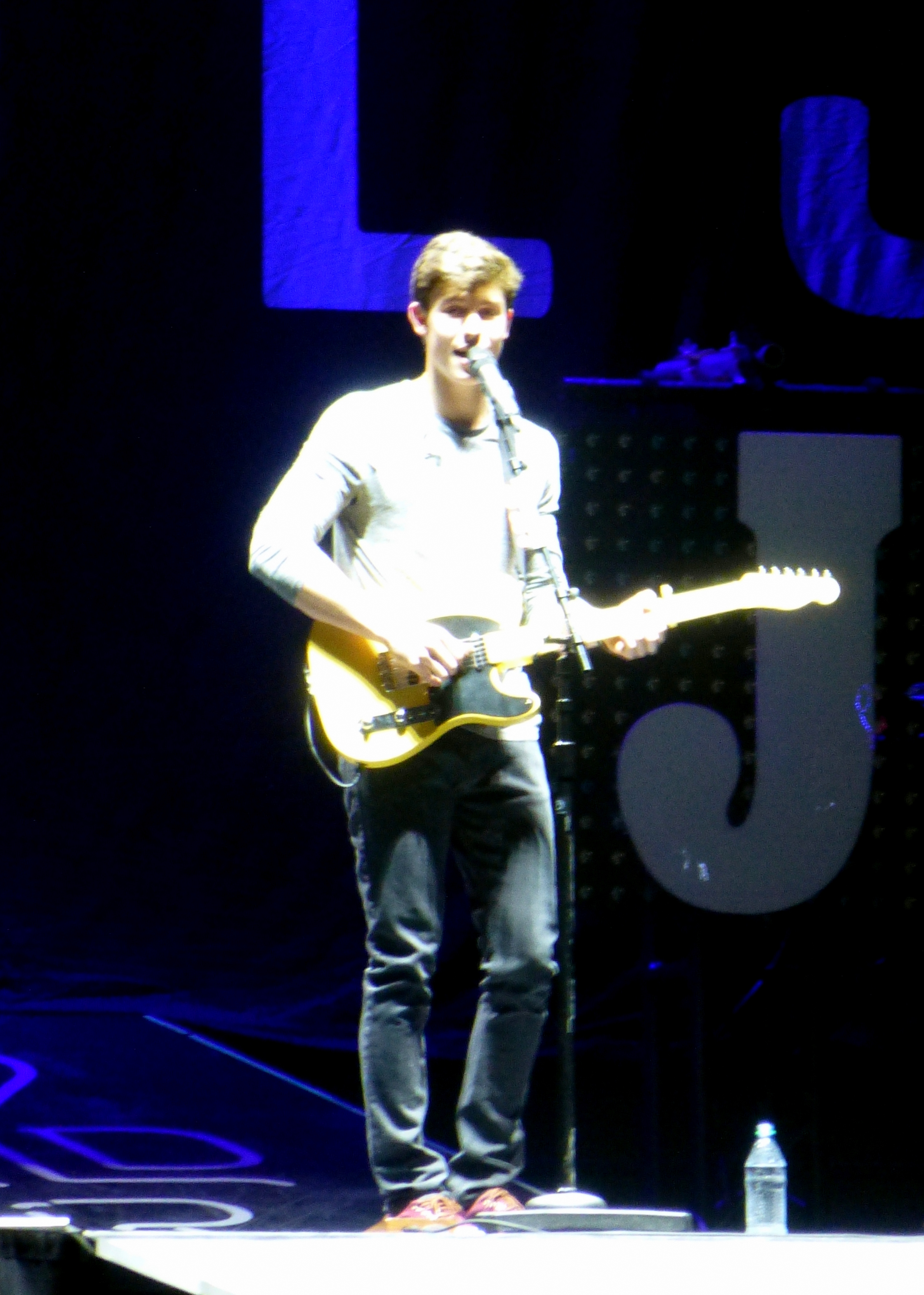
Mendes na abertura da turnê The 1989 World Tour (maio de 2015)

Mendes aprendeu a tocar violão assistindo vídeos tutoriais no YouTube aos 14 em 2012. Menos de um ano depois, ele começou a postar versões cover no YouTube. Mendes começou a atrair espectadores depois que ele postou um cover de “As Long As You Love Me” de Justin Bieber no aplicativo de vídeo social Vine em 2013 e ganhou 10 000 curtidas e vários seguidores no dia seguinte. Depois disso, ele ganhou milhões de visualizações e seguidores em poucos meses, tornando-se conhecido por seus trechos de seis segundos de versões cover de muitas canções populares. Em agosto de 2014, ele era o terceiro músico mais seguido de Vine. O empresário artístico Andrew Gertler descobriu Mendes online em novembro de 2013, trazendo-o para a Island Records em janeiro de 2014. Em abril, ele ganhou o concurso “Best Cover Song” (Melhor Versão Cover) de Ryan Seacrest com “Say Something” de A Great Big World. Ele assinou oficialmente com a Island em maio de 2014.
Mendes lançou seu primeiro single “Life of the Party” em 26 de junho de 2014. Ele se tornou o artista mais jovem a estrear no Top 25 da Billboard Hot 100, chegando ao número 24 na semana que terminou em 12 de julho de 2014. Antes de assinar contrato, Mendes fez uma turnê como membro da Magcon Tour ao lado de outros jovens do Vine com um grande número de seguidores nas redes sociais. Ele também esteve em uma turnê nacional com Austin Mahone como um ato de abertura. Mendes lançou o The Shawn Mendes EP em julho de 2014, sendo esse seu trabalho de estreia por uma grande gravadora. O EP estreou e chegou ao número cinco na Billboard 200, vendendo 48 000 cópias em sua primeira semana. Ele ganhou um prêmio Teen Choice em 2014 na categoria Web Star in Music (pt: Estrela da Web na Música). Em 5 de setembro de 2014, “Oh Cecilia (Breaking My Heart)”, com participação de Mendes, foi lançado como o quinto single de Meet the Vamps, álbum de estréia da banda The Vamps. Em 6 de novembro de 2014, “Something Big” foi lançada como o segundo single de Shawn Mendes.
Em 14 de abril de 2015, Mendes lançou seu primeiro álbum de estúdio, Handwritten, que estreou como número um na tabela Billboard 200 com 119,00 unidades equivalentes ao álbum, vendendo 106 000 cópias em sua primeira semana e foi certificado de platina. Ele então tornou-se o mais jovem artista a estrear em na posição número um desde o lançamento de My World 2.0, de Justin Bieber. “Stitches”, a terceira música de trabalho do álbum, alcançou o número 4 da Billboard Hot 100, tornando-se em seu primeiro single Top 10 nos Estados Unidos, e também seu primeiro número um no Adult Pop Songs. Mais tarde a canção chegou ao topo da parada musicial britânica. Também em 2015, Mendes foi ato de abertura da turnê The 1989 World Tour de Taylor Swift, na segunda etapa da América do Norte da turnê, e gravou “Believe” para a trilha sonora de do filme Descendants. No final de 2015, Mendes e Camila Cabello, que na época era membro do grupo Fifth Harmony, lançaram em parceria o single “I Know What You Did Last Summer”. A canção foi incluída na reedição do álbum de entraria de Mendes, intitulada Handwritten Revisited.
Mendes foi listado pela revista Time entre os "25 Adolescentes Mais Influentes de 2014", depois de ser o artista mais jovem a estrear no top 25 da Billboard Hot 100. Ele foi listado nos "Os 30 Adolescentes Mais Influentes de 2015" da revista Time, após seu álbum de estreia ser número 1 na Billboard 200 e seu single “Stitches” alcançado o top 10 nos EUA e em outros países.

### 2016–17:Illuminate

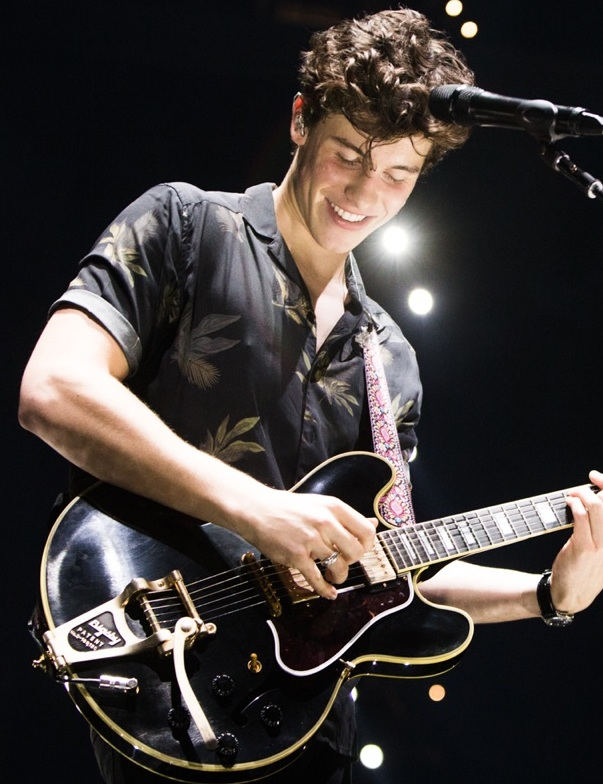
Mendes em 2017

Em 21 de janeiro de 2016, Mendes fez sua estreia como ator em na 3.ª temporada da série The 100 da rede de televisão The CW. Mais tarde, ele anunciou sua segunda turnê mundial como artista principal, a Shawn Mendes World Tour, que começou em março de 2016. e esgotou 38 shows na América do Norte e Europa em poucos minutos.
Mendes lançou “Treat You Better”, o primeiro single do seu segundo álbum de estúdio, em junho de 2016. Nos EUA, o single alcançou o top 10 na Billboard Hot 100, tornou-se seu segundo single a atingir o topo das paradas Adult Contemporary e Adult Pop Songs e foi certificado platina tripla. Também foi o top 10 no Reino Unido. O álbum Illuminate foi lançado em 23 de setembro de 2016 e estreou no número um da parada americana Billboard 200 com 145 000 unidades equivalentes ao álbum, incluindo 121 000 em vendas de álbuns e foi certificado disco de platina. Ele estreou no topo das paradas no Canadá, tornando-se seu segundo álbum número um em seu país de origem. “Mercy” foi lançada como segundo single do álbum em 18 de agosto de 2016, que entrou no top 20 em os EUA e no Reino Unido e foi certificada dupla platina. Mendes lançou o álbum ao vivo Live at Madison Square Garden em dezembro de 2016. Ele apareceu como convidado musical no Saturday Night Live em 3 de dezembro de 2016.
Em abril de 2017, Mendes embarcou na Illuminate World Tour que esgotou ingressos em arenas ao redor do como o Staples Center em Los Angeles e a The O2 Arena em Londres. Ele lançou o single “There's Nothing Holdin' Me Back” em 20 de abril de 2017, incluído na edição de luxo do álbum Illuminate. A música foi o terceiro single dele a chegar ao top 10 nos Estados Unidos e o terceiro a alcançar o número um em ambas paradas Adult Contemporary e Adult Pop Songs. Em agosto de 2017, ele se tornou o primeiro artista com menos de 20 anos de idade a ter três músicas número um na tabela Billboard Adult Pop Songs. Em novembro de 2017, Mendes tornou-se o primeiro artista a ter três músicas número um na tabela Billboard Adult Contemporary antes de completar 20 anos de idade, um feito sem precedentes desde a fundação do gráfico há mais de 50 anos.
Mendes foi listado entre Os 30 Adolescentes Mais Influentes do Ano de 2016 pela revista Time e fez sua primeira aparição em Forbes 30 Abaixo dos 30 Anos de 2016 — Música. Ele liderou a lista dos 21 Abaixo dos 21 Anos da Billboard em 2017, após seus dois álbuns terem liderado a tabela Billboard 200 e seu single “There's Nothing Holding Me Back” tornar-se seu quinto top 20 da Billboard Hot 100.

### 2018–19:Shawn Mendes
Em 22 de março de 2018, Mendes lançou o single “In My Blood”, primeira música de trabalho se seu futuro terceiro álbum de estúdio, seguido pelo segundo single “Lost in Japan” em 23 de março. “In My Blood” ficou no topo da parada Adult Pop Songs da Billboard, fazendo de Mendes o primeiro e único artista a ter quatro singles no primeiro lugar antes de completar 20 anos. “Youth” foi lançada em 3 de maio com participação do cantor norte-americano Khalid.
Seu álbum autointitulado foi lançado em 25 de maio de 2018 recebendo críticas positivas, com particular elogio para suas composições e crescimento artístico. O disco estreou em número um no Canadá, tornando-se seu terceiro álbum número um em seu país de origem. Ele estreou em número um no Billboard 200 dos EUA, tornando Mendes o terceiro artista mais jovem a acumular três álbuns número um.

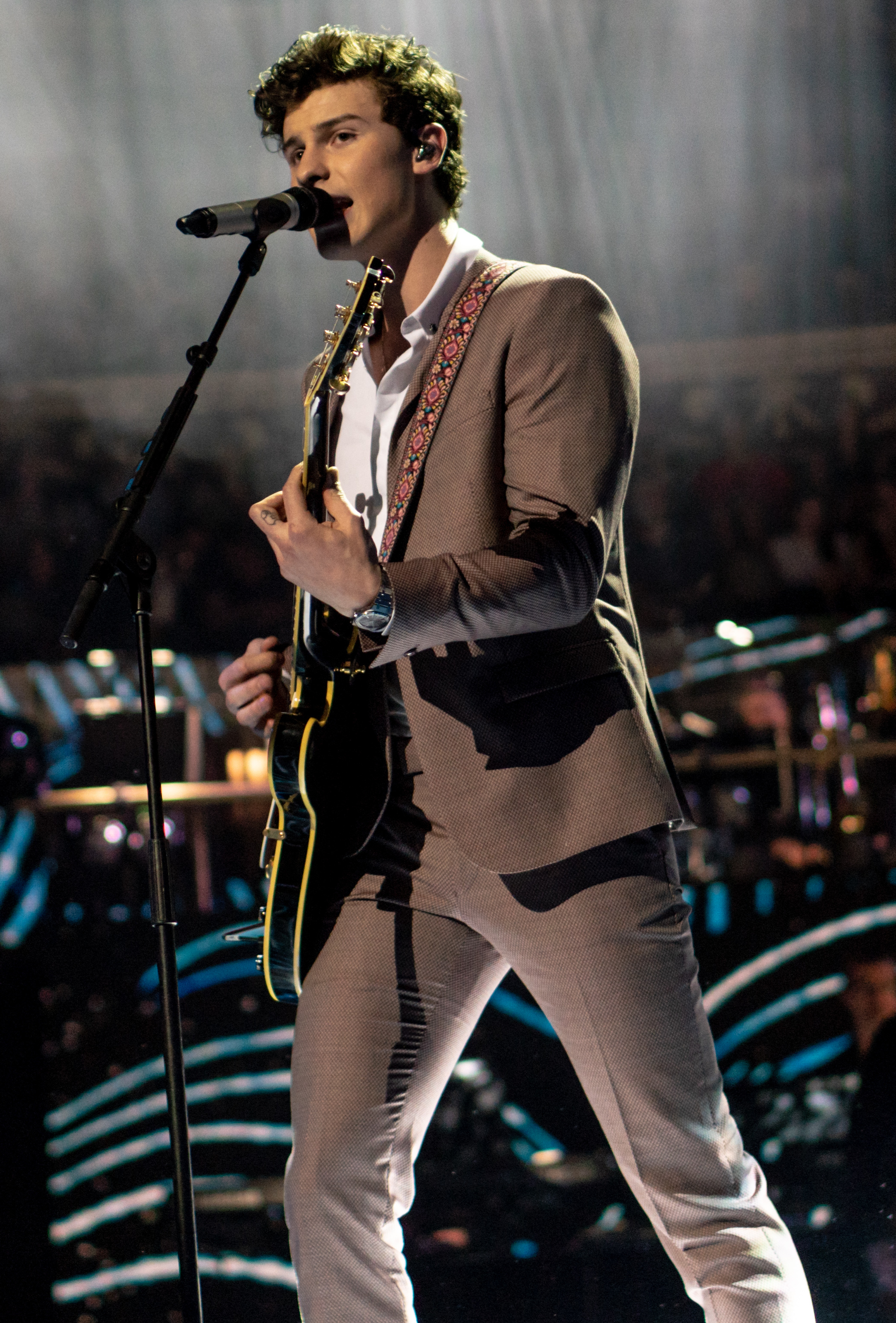
Mendes no concerto em homenagem ao 92º aniversário da rainha Elizabeth II (abril de 2018)

Para promover o álbum, Mendes embarcou em sua turnê mundial autointitulada em 2019. Além da turnê, ele se apresentou em festivais de música na Europa, América do Norte e América do Sul. Apresentou-se em um concerto televisionado em homenagem ao 92º aniversário da rainha Elizabeth II em 21 de abril de 2018. Fez aparições no programa de TV “The Late Late Show” em junho, onde cantou um de seus últimos singles a cada noite por uma semana. As faixas que ele tocou ao vivo foram “Nervous”, “Lost in Japan”, “Perfectly Wrong”, e o dueto com Julia Michaels “Like to be You”. Mendes fez uma aparição no talk show noturno The Tonight Show Starring Jimmy Fallon em outubro e se apresentou com a canção “Lost in Japan”. Ele, junto com Fallon e a banda oficial da casa, The Roots, tocaram uma versão especial de “Treat You Better” para o quadro Classroom Instruments (em português: Instrumentos de sala de aula). O cantor também apresentou seus últimos singles no iHeartRadio MuchMusic Video Awards no Canadá em 27 de agosto, onde recebeu oito indicações e ganhou quatro prêmios.
Mendes estrelou um documentário dirigido pelo astro do YouTube Casey Neistat. O curta-metragem faz parte da série Artist Spotlight Story do YouTube, com uma entrevista com Mendes e cenas dos bastidores durante uma das turnês do cantor. O trailer foi lançado no YouTube em 22 de setembro para anunciar oficialmente o documentário que estava por vir. O documentário Shawn Mendes - Artist Spotlight Stories foi publicado em 28 de setembro. Antes do dia oficial do lançamento, Mendes e Neistat realizaram um preview do filme, onde fãs selecionados de Mendes foram convidados para o evento.
A versão remixada de “Lost in Japan”, do DJ alemão Zedd, foi lançada em 27 de setembro. Mendes apresentou a versão remix do single ao vivo durante o American Music Awards de 2018, realizado em Los Angeles em 9 de outubro. Ele foi acompanhado no palco por Zedd. O canadense voltou a aparecer na lista “21 Abaixo dos 21 Anos” da Billboard em 2018, no topo da lista pelo segundo ano consecutivo por conta de seu desempenho nas paradas musicais, tendo três álbuns consecutivos número um.

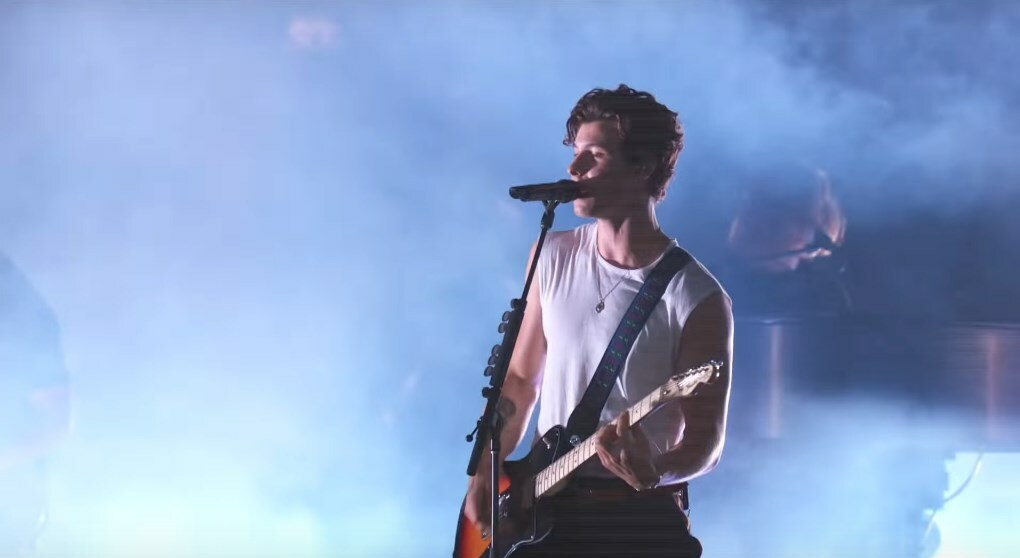
Mendes tocando “In My Blood” no MTV Video Music Awards (agosto de 2018)

Mendes e Zac Brown Band apareceram em um episódio do programa de TV americano CMT Crossroads, uma atração que traz um músico country acompanhado um músico de outro gênero. O episódio foi ao ar em 24 de outubro e foi gravado um mês antes da data de exibição agendada. Mendes e Zac Brown Band tocaram nove músicas, onde cantaram trechos das músicas um do outro e fizeram uma versão cover "Man in the Mirror", de Michael Jackson. Partes do diálogo entre Mendes e Zac Brown Band, falando sobre música e experiências ao longo da carreira, foram mostradas entre as performances da música.
Em 1 de novembro, Mendes foi anunciado como uma das atrações musicais para o desfile da Victoria's Secret de 2018, que foi gravado na cidade de Nova York em novembro, e foi ao ar em dezembro. Ele lançou um EP com três músicas remixadas em 21 de dezembro intitulado The Album (Remixes). A gravação inclui canções de seu álbum autointitulado remixadas, bem como “Where Were You in the Morning?” com Kaytranada, “Why” com Leon Bridges e “Youth” com Jessie Reyez.
Em maio 2019, Mendes lançou o single “If I Can't Have You” junto com o vídeo musical. que estreou no número dois na Billboard Hot 100. A canção estreou no top 10 na Austrália e no Reino Unido, tornando-se seu quinto top 10 em ambos os países. Em 21 de junho de 2019, Mendes lançou o single “Señorita”, em parceira com a cantora cubano-americana Camila Cabello, junto com o vídeo musical. A música estreou no número 2 da parada americana Billboard Hot 100 e marca a segunda colaboração de Mendes e Cabello, após "I Know What You Did Last Summer" lançado em 2015. Em 26 de agosto de 2019, “Señorita” subiu para a posição número um, tornando-se o primeiro single de Mendes a alcançar tal feito no Hot 100. A edição deluxe do álbum Shawn Mendes foi lançada em 27 de julho de 2019 e inclui as canções "If I Can't Have You" e "Señorita" com Cuban-American cantor e compositor Camila Cabello, junto com o videoclipe. A canção estreou no número 2 na parada Billboard Hot 100 dos EUA e marca a segunda colaboração de Mendes e Cabello, após "I Know What You Did Last Summer", lançado em 2015. Em 26 de agosto de 2019, "Señorita" ascendeu ao número um posição, tornando-se o primeiro lugar de Mendes no topo das paradas no Hot 100. A edição deluxe de Shawn Mendes foi lançada em 27 de julho de 2019, e inclui as canções "If I Can't Have You" e "Señorita".

### 2020:Wonder
Em agosto de 2020, o Mendes tatuou a palavra "wonder" em seu braço direito, que mais tarde viria a ser o título do próximo álbum de estúdio e sua primeira música de trabalho. Em 30 de setembro de 2020, o cantor foi até as suas redes sociais para despertar curiosidade com a legenda “WHAT IS #WONDER” (em português: O QUE É #WONDER). Poucas horas depois, ele anunciou o título e as datas de lançamento do single principal e do álbum.
Para promover o projeto, Mendes lançou o documentário Shawn Mendes: In Wonder na Netflix, oferecendo aos fãs um olhar íntimo sobre sua vida e o processo criativo por trás do álbum. Apesar de receber críticas mistas, Wonder estreou no topo das paradas nos Estados Unidos e no Canadá, consolidando o cantor como um dos principais nomes do pop contemporâneo.
Além da sonoridade expansiva e das letras confessionais, Wonder destacou-se por sua abordagem visual e narrativa coesa. A estética do álbum, marcada por cenários naturais, céu aberto, tons azulados e a água, foi refletida tanto nos videoclipes quanto nas apresentações ao vivo, criando uma atmosfera de sonho e contemplação.
A faixa “Intro”, que abre o álbum com uma breve vinheta orquestral, funciona como um portal para esse universo sensível e cinematográfico que o cantor construiu ao longo do projeto. O álbum também contou com a parceria do cantor com Justin Bieber na canção "Monster".

### 2024-presente:Shawn
Em março de 2024, Mendes anunciou sua primeira apresentação solo ao vivo desde o cancelamento da turnê Wonder: The World Tour. Após participações surpresas ao lado de Ed Sheeran, Noah Kahan e Niall Horan durante seu hiato, ele anunciou que se apresentaria como atração principal no festival Rock in Rio, em 22 de setembro. Na mesma publicação, também revelou que estava trabalhando em seu quinto álbum de estúdio. No dia 31 de julho, divulgou o título do álbum, Shawn, e sua data de lançamento: 18 de outubro de 2024 (posteriormente adiada para 15 de novembro). Dois singles do álbum, "Why Why Why" e "Isn't That Enough", foram lançados em 8 de agosto. O terceiro single, "Nobody Knows", foi lançado em 12 de setembro. O quarto single, "Heart of Gold", chegou em 1º de novembro.
Para promover Shawn, no mesmo ano, o artista embarcou em uma turnê intimista por teatros nas cidades onde gravou o álbum. Os locais selecionados têm capacidade entre 2.000 e 3.000 pessoas.
Já em 2025, Shawn Mendes anunciou à turnê mundial On The Road Again, celebrando os dez anos do lançamento de seu álbum de estreia, Handwritten e seu mais novo projeto. A turnê começará com apresentações em importantes festivais europeus, e seguirá com shows em arenas por cidades como Londres, Lisboa, Zurique, Toronto e Nova Iorque. Com participações especiais exclusivas em diferentes datas, o cantor compartilhou que essa turnê simboliza uma redescoberta de si mesmo e da alegria de se apresentar, unindo seu crescimento pessoal à conexão profunda com seus fãs ao redor do mundo.

## Estilo musical e influências
Mendes citou John Mayer, Ed Sheeran, Justin Timberlake e Bruno Mars como suas influências musicais.
Para Brittany Spanos, da Rolling Stone, Mendes incorpora, "melodias acústicas folk-pop cativantes" em seu catálogo. Para Joe Coscarelli, do The New York Times, "seu pop-rock suave, às vezes soulful toca principalmente para pré-adolescentes e adolescentes, mas também tem encontrado atração em estações de rádio contemporâneas adultas". Para Coscarelli, Illuminate representa a cuidadosa evolução de sua digestão sonora e de sua temática, com grande parte da instrumentação orgânica e gentileza do bom rapaz do Handwritten intactos.
Após lançar canções com temas mais adultos, como "Bad Reputation" e "Lights On", Mendes afirmou que estava lançando uma canção sobre sexo aos dezoito anos, o que considerava apropriado (assim como só lançaria uma canção sobre beber aos vinte e um), e que não a teria lançando mais jovem.

## Endosso na moda
Mendes assinou com a Wilhelmina Models em 2016.
Em junho de 2017, Mendes andou na pista durante o show "Emporio Armani Spring 2018", realizado em Milão, Itália. Mendes estava usando o novo smartwatch da marca italiana, EA Connected, durante o show. Antes de sua caminhada na pista, foi exibido o vídeo promocional de Mendes.
Em 6 de junho de 2018, Mendes foi anunciado como embaixador de toda a coleção de relógios "Outono Inverno 2018-2019" de Emporio Armani. Em julho de 2018, fotos de Mendes usando os novos smartwatches EA Connected foram publicadas nas mídias sociais.
Em 16 de fevereiro de 2019, Mendes anunciou que era o mais novo embaixador da marca na campanha #MyCalvins de Calvin Klein. Durante o 61º Grammy Awards, o SmileDirectClub divulgou um anúncio que mostrava uma campanha entre a empresa e Mendes, com parte do dinheiro destinado a "organizações que buscam melhorar a saúde das crianças, bem como o bem-estar mental e emocional". No final daquele mês, Emporio Armani lançou um novo anúncio em preto e branco para seus relógios inteligentes com tela sensível ao toque, com uma versão instrumental de "In My Blood" com Mendes boxeando.
Em agosto de 2019, Mendes anunciou uma parceria com a cadeia alimentar canadense Tim Hortons, na qual ele aparece em copos comerciais e de bebidas, seguido de uma parceria com a Roots Canada em setembro.

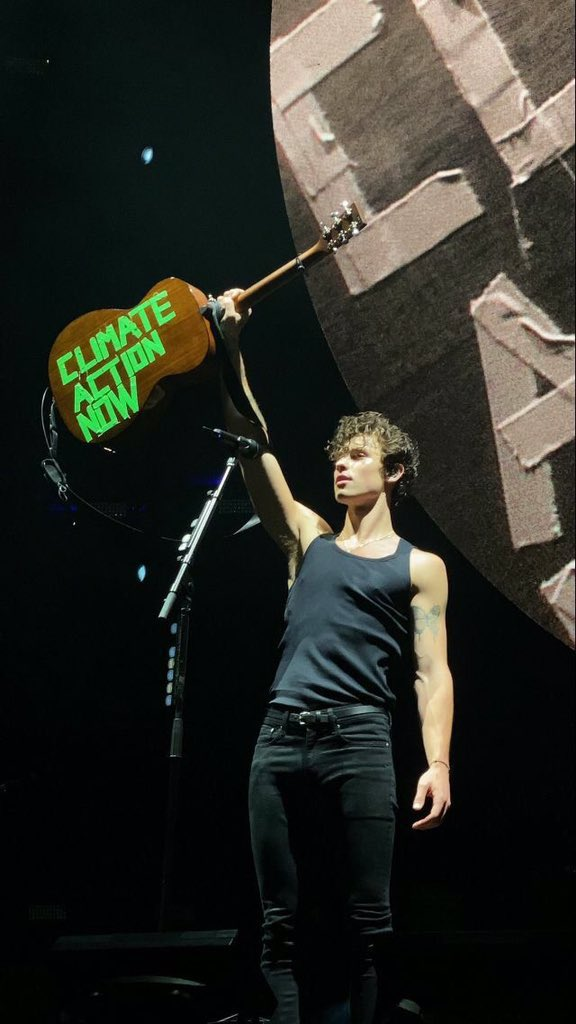
"Climate Action Now" - Em meio as queimadas da Floresta Amazônica, Shawn demandou ação climática em seu show no Brasil. Além de, em cooperação com outros artistas, ter enviado aviões para extinguir os focos de incêndio na floresta.

## Filantropia
Em 2014, Mendes e a DoSomething.org, lançaram uma campanha chamada "Notes From Shawn" (Notas do Shawn em português). A campanha foi inspirada na letra do primeiro Single do cantor, Life Of The Party, e abordou a baixa auto-estima, depressão e consciência de auto-agressão. Eles relançaram a campanha pelo segundo ano consecutivo em 2015. Também trabalhou com a Pencils of Promise, arrecadando US$ 25 000 para construir uma escola em Gana.
Mendes também criou sua própria fundação, a Shawn Mendes Foundation, que é voltada para causas sociais, ambientais e incentivo à educação e cultura. Tendo, em 2021, garantido bolsas de patrocínio a jovens que inspiram a transformação da sociedade e a impactam positivamente.

## Filmografia

### Cinema
| Ano  | Título                        | Papel            | Notas                                                                    |
| ---- | ----------------------------- | ---------------- | ------------------------------------------------------------------------ |
| 2013 | Metegol                       | Jake jovem (voz) | Dublagem em inglês                                                       |
| 2020 | Shawn Mendes: In Wonder       | Ele mesmo        | Documentário                                                             |
| 2020 | Shawn Mendes: Live in Concert | Ele mesmo        | Filme de concerto lançado exclusivamente no serviço de streaming Netflix |
| 2022 | Lilo, Lilo, Crocodilo         | Lilo             | Dublagem                                                                 |

### Televisão
| Ano  | Título  | Papel    | Notas                       |
| ---- | ------- | -------- | --------------------------- |
| 2016 | The 100 | Macallan | Episódio: "Wanheda: Part 1" |

## Discografia
Álbuns de estúdio
- Handwritten (2015)
- Illuminate (2016)
- Shawn Mendes (2018)
- Wonder (2020)
- Shawn (2024)

## Turnês
Atração principal
- Shawn’s First Headlines (2014–15)
- Shawn Mendes World Tour (2016)
- Illuminate World Tour (2017)
- Shawn Mendes Festival Tour (2018)
- Shawn Mendes: The Tour (2019)
- Wonder: the World Tour (2022)

Ato de abertura
- Live on Tour (Austin Mahone) (América do Norte) (2014)
- The 1989 World Tour (Taylor Swift) (América do Norte) (2015)

## Prêmios e indicações
Mendes recebeu várias indicações e prêmios. Ganhou 20 prêmios da Sociedade de Compositores, Autores e Editores de Música do Canadá (SOCAN), 13 Prêmios Juno, 11 MTV Europe Music Awards (EMA), 8 Prêmios iHeartRadio MMVAs (MMVA),  6 BMI Pop Awards, 3 American Music Awards, 2 MTV Video Music Awards (VMA) e o Allan Slaight Honor da Calçada da Fama do Canadá. Também foi indicado ao Prêmio Grammy 3 vezes: para Canção do Ano, com "In My Blood", para Melhor Álbum Vocal de Pop, com Shawn Mendes, e para Melhor Performance Pop Por Dupla ou Grupo, com "Señorita".